# Dionysios d'Alexandrie
Dionysios d'Alexandrie (grec ancien : Διονύσιος ὁ Ἀλεξανδρινός) est un vainqueur olympique originaire d'Alexandrie.
Il remporta la course à pied du stadion d'une longueur d'un stade (environ 192 m) lors des 262e Jeux olympiques en 269 ap. J.-C.

## Sources
- Dexippe.
- (it) Luigi Moretti, « Olympionikai, i vincitori negli antichi agoni olimpici », Atti della Accademia Nazionale dei Lincei, vol. VIII,‎ 1959, p. 55-199.